# Lucas Nijsingh (1720-1766)
Lucas Nijsingh (Groningen, gedoopt 4 mei 1720 - december 1766) was een Nederlandse schulte.

## Leven en werk
Nijsingh was een zoon van de Drentse gedeputeerde Ubbo Nijsingh en Anna Clara Wijchgel. Hij werd in maart 1637, op 16-jarige leeftijd, benoemd tot schulte van Beilen als opvolger van zijn verre achterneef Albert Nijsingh, die in dat jaar gekozen was tot gedeputeerde van Drenthe. Vanwege zijn minderjarigheid werd er een verwalter (plaatsvervanger) aangesteld. Van 1746 tot 1766, het jaar van zijn overlijden, fungeerde hij daadwerkelijk als schulte van Beilen.